# Baijiazhi Meihuaquan
Il Baijiazhi Meihuaquan 白家支梅花拳 è un ramo dello stile Meihuaquan praticato nel Sud Ovest della Provincia di Shandong in Cina, la cui nascita è dovuta al Maestro Bai Jindou (白金斗, Pai Chin-tou in Wade-Giles) da cui prende il nome. La struttura di base di questo ramo del Meihuaquan si chiama Meihuaquan laojia, ma in Italia è conosciuta con il nome di "5 shaolin" in quanto scuola del nord, appartenente allo Shaolin. A Taiwan la scuola ha preso il nome di "Beipai Shaolin Meihuaquan" 北派少林梅花拳 o "Meihuamen 梅花门" . Praticanti importanti di questa branca di Meihuaquan sono stati Wu Tipang, Zhang Wuchen, Chang Dsu Yao, Wang Songyuan, Wang Shouyi, Jia Longsheng, Yang Shiwen, ecc.

### Video
- Weng Zhengmao pratica Meihuaquan (WMV), su longzhao.net. URL consultato il 14 maggio 2008 (archiviato dall'url originale l'11 ottobre 2007).
- Weng Zhengmao pratica Meihuaquan (WMV), su longzhao.net. URL consultato il 14 maggio 2008 (archiviato dall'url originale l'11 ottobre 2007).
- Weng Zhengmao pratica Meihuaquan (WMV), su longzhao.net. URL consultato il 14 maggio 2008 (archiviato dall'url originale l'11 ottobre 2007).